# 宋楨
宋楨（1872年—1951年)，字維周，直隸永年县曲陌村（今屬河北省邯郸市永年区）人。中華民國時期政治人物。

## 生平
宋楨生於1872年，一說1886年。他是清末的秀才，童试后曾於私墊任教兩年，後辞馆外出。民国元年，他参加孙中山组织的国民党。
1913年，宋楨当选为中华民国第一届国会参议员。1915年参与李烈钧和熊克武等在昆明组织的反袁活动。后到江西。1923年10月，曹锟贿选时，宋为议员。後回到永年休养，是地方名绅。
1942年7月7日，晋冀鲁豫边区成立临时参议会，宋楨当选边区参议会副议长。1942年因战情被边区政府疏散回老家避居。
1951年正月病逝，享壽79歲。